# Taulant Kuqi
Taulant Kuqi (ur. 11 listopada 1985 we Wlorze) – albański piłkarz, grający na pozycji środkowego obrońcy. W sezonie 2021/2022 zawodnik FC Laberii.

## Kariera klubowa
Wychowanek Flamurtari, do pierwszego zespołu dołączył w 2006 roku.
W Kategorii Superiore Kuqi zadebiutował 13 września 2009 roku w meczu przeciwko KFowi Skënderbeu, przegranym 1:0. Zagrał cały mecz. Pierwszego gola strzelił 31 sierpnia 2013 roku w meczu przeciwko KFowi Vllaznia, wygranym 0:1. Taulant Kuqi trafił do siatki w 30. minucie. Z Flamurtari grał w kwalifikacjach do Ligi Europy, ponadto zdobył krajowy puchar. Łącznie dla Flamurtari zagrał w 220 spotkaniach (190 ligowych) i strzelił 2 gole (z czego 1 w lidze). 
23 sierpnia 2017 roku został zawodnikiem KSu Kamza. W tym zespole zadebiutował 18 września 2019 roku w meczu przeciwko KFowi Skënderbeu, zremisowanym 1:1, grając cały mecz. Łącznie dla Kamzy zagrał w 31 spotkaniach (z czego 30 było ligowych). 
31 sierpnia 2018 roku został zawodnikiem KF Oriku.
1 sierpnia 2020 roku podpisał kontakt z FC Laberią.
W całej swojej karierze rozegrał 220 meczów w Kategorii Superiore.